# Вьель-Арси
Вьель-Арси́ (фр. Viel-Arcy) — коммуна во Франции, находится в регионе Пикардия. Департамент коммуны — Эна. Входит в состав кантона Фер-ан-Тарденуа. Округ коммуны — Суасон.
Код INSEE коммуны — 02797.

## Население
Население коммуны на 2010 год составляло 181 человек.
| 1962 | 1968 | 1975 | 1982 | 1990 | 1999 | 2010 |
| ---- | ---- | ---- | ---- | ---- | ---- | ---- |
| 191  | 176  | 153  | 140  | 131  | 151  | 181  |

## Экономика
В 2010 году среди 120 человек трудоспособного возраста (15—64 лет) 89 были экономически активными, 31 — неактивными (показатель активности — 74,2 %, в 1999 году было 71,4 %). Из 89 активных жителей работали 67 человек (36 мужчин и 31 женщина), безработных было 22 (15 мужчин и 7 женщин). Среди 31 неактивных 3 человека были учениками или студентами, 15 — пенсионерами, 13 были неактивными по другим причинам.